# A Westworld szereplőinek listája
A Westworld egy amerikai televíziós sci-fi, western és thriller sorozat, melyet az HBO mutatott be, alkotói Jonathan Nolan és Lisa Joy. A sorozat az 1973-as Feltámad a vadnyugat című film, valamint annak 1976-os folytatása, az Eljövendő világ újragondolása.

## Főszereplők

### Dolores Abernathy
Evan Rachel Wood, mint Dolores Abernathy, a sorozat főszereplője. Ő az egyik legöregebb gazda a parkban, az első, aki az öntudatára ébred a park robotjai közül. Szerelme Teddy, egy android, később pedig egy parkba látogató vendég, William. Magyar hangja: Sipos Eszter.

### Maeve Millay
Thandiwe Newton, mint Maeve Millay. Ő Westworld madameja. Rájön, hogy hogyan tudja felébreszteni magát a javítás alatti álomból. Felfejleszti önmagát két megzsarolt karbantartó segítségével, majd társakat gyűjt, hogy kitörhessen a parkból. Magyar hangja: Németh Borbála.

### Bernard Lowe
Jeffrey Wright, mint Bernard Lowe. A park főprogramozója, Ford első számú embere. A park másik társalapítójának, Arnold Webernek a robot változata. Bernard ölte meg Theresát, a park biztonsági főnökét. A Bernard Lowe név az "Arnold Weber" anagrammája. Magyar hangja: Törköly Levente

### Teddy Flood
James Marsden, mint Teddy Flood. Szintén a park egyik legöregebb gazdája, Dolores szerelme. Története alapján minden áldott nap a vonattal érkezik Sweetwater városba. Magyar hangja: Miller Zoltán.

### Armistice
Ingrid Bolsø Berdal, mint Armistice. Vérszomjas és kegyetlen banditanő, testét nagyméretű vörös tetoválás borítja. Magyar hangja: Csondor Kata.

### Ashley Stubbs
Luke Hemsworth, mint Ashley Stubbs. A park biztonsági főnöke. Az első évad végén látható, ahogy a fellázadt androidok körbeveszik, valószínűleg megölték. Magyar hangja: Géczi Zoltán.

### Theresa Cullen
Sidse Babett Knudsen, mint Theresa Cullen. A park biztonsági főnöke, Bernard szeretője. Bernard Ford parancsára megöli. Magyar hangja: Kovács Nóra.

### Lee Sizemore
Simon Quarterman, mint Lee Sizemore. Lee felel a Westworld androidjainak a háttértörténeteiért, továbbá történeteket és rejtvényeket alkot a parkba látogatók részére. Magyar hangja: Stohl András.

### Hector Escaton
Rodrigo Santoro, mint Hector Escaton. Kegyetlen bandita, ki bandájával együtt rendszeresen kirabolja Maeve szalonját. Később összefog Maevevel, hogy kiszökhessen a parkból. Magyar hangja: Welker Gábor.

### Clementine Pennyfeather
Angela Sarafyan, (később Lili Simmons) mint Clementine Pennyfeather. Maeve szalonjában dolgozik, mint prostituált. Westworld legnépszerűbb és legcsinosabb "látványossága". Magyar hangja: Nemes Takách Kata.

### Elsie Hughes
Shannon Woodward, mint Elsie Hughes. Bernard munkatársa, megpróbálja Theresa összeesküvését leleplezni, de egész más rejtélyre bukkan. Charlotte kegyetlenül meggyilkolja. Magyar hangja: Kis-Kovács Luca

### Fekete ruhás férfi
Ed Harris, mint a Fekete ruhás férfi. A park egyik tulajdonosa. Már 30 éve rendszeresen látogatja a parkot, a teljes játékot kiismerte már. Azonban meggyőződése, hogy van a parkban még egy játék, az Útvesztő. Ennek próbál a nyomára bukkanni. Magyar hangja: Epres Attila

### Robert Ford
Anthony Hopkins, mint Robert Ford. A park társalapítója. A mesterséges intelligenciát kutatja, szeretné, ha a robotok még élethűbbekké válnának. Az első epizódban létrehozott Ábrándok frissítés indítja el a robotok öntudatra ébredését és lázadását. Magyar hangja: Tordy Géza.

### Logan Delos
Ben Barnes, mint Logan Delos, a park egyik tulajdonosa Williammal együtt. Sógorával együtt látogat el a parkba, hogy kiélje szadista vágyait és megváltoztassa Williamet, később azonban sógora minden téren túltesz rajta. Magyar hangja: Fehér Tibor.

### Lawrence / El Lazo
Clifton Collins Jr., mint Lawrence / El Lazo. Veszélyes bandita, ki több bűntényben is szerepet játszik. A fekete ruhás férfi egyik segítője, ki elvezeti az útvesztő közepéhez. Magyar hangja: Dolmány Attila.

### William
Jimmi Simpson, mint William. Egy csendes, visszahúzódó férfi látogató, aki a parkban kegyetlen és brutális játékossá válik. Később részesedést szerez a parkban és idővel a Fekete ruhás férfi lesz belőle. Magyar hangja: Hevér Gábor.

### Egyéb szereplők
- Tessa Thompson, mint Charlotte Hale. Szeretné eltávolítani a cégtől Fordot, és ezért bármilyen messzire hajlandó elmenni.[8]
- Talulah Riley, mint Angela.[9] A Westworld bejáratánál igazítja el a vendégeket.
- Louis Herthum és Bradford Tatum, mint Peter Abernathy. Dolores apja. Talál egy fényképet a Times Squareről, majd a fénykép látványától megőrül. Magyar hangja: Rosta Sándor[10]
- Katja Herbers, mint Grace[11]
- Neil Jackson, mint Nicholas[12]
- Gustaf Skarsgård, mint Karl Strand[13]
- Fares Fares, mint Antoine Costa

## Visszatérő szereplők
- Ptolemy Slocum, mint Sylvester.
- Leonardo Nam, mint Felix Lutz.
- Oliver Bell, mint a fiatal Robert Ford.
- Jonathan Tucker, mint Major Craddock.
- Betty Gabriel, mint Maling.

## Vendégszereplők
- Lena Georgas, mint Lori.
- Currie Graham, mint Craig.
- Steven Ogg, mint Rebus.
- Michael Wincott, mint Bill.[14]
- Eddie Rouse, mint Kissy.
- Brian Howe, mint Pickett.[15]
- Demetrius Grosse, mint Foss.
- Kyle Bornheimer, mint Clarence.
- Timothy Lee DePriest, mint Walter.
- Gina Torres, mint Lauren[16]
- Bojana Novakovic, mint Marti[17]

## Szereplők képgalériája

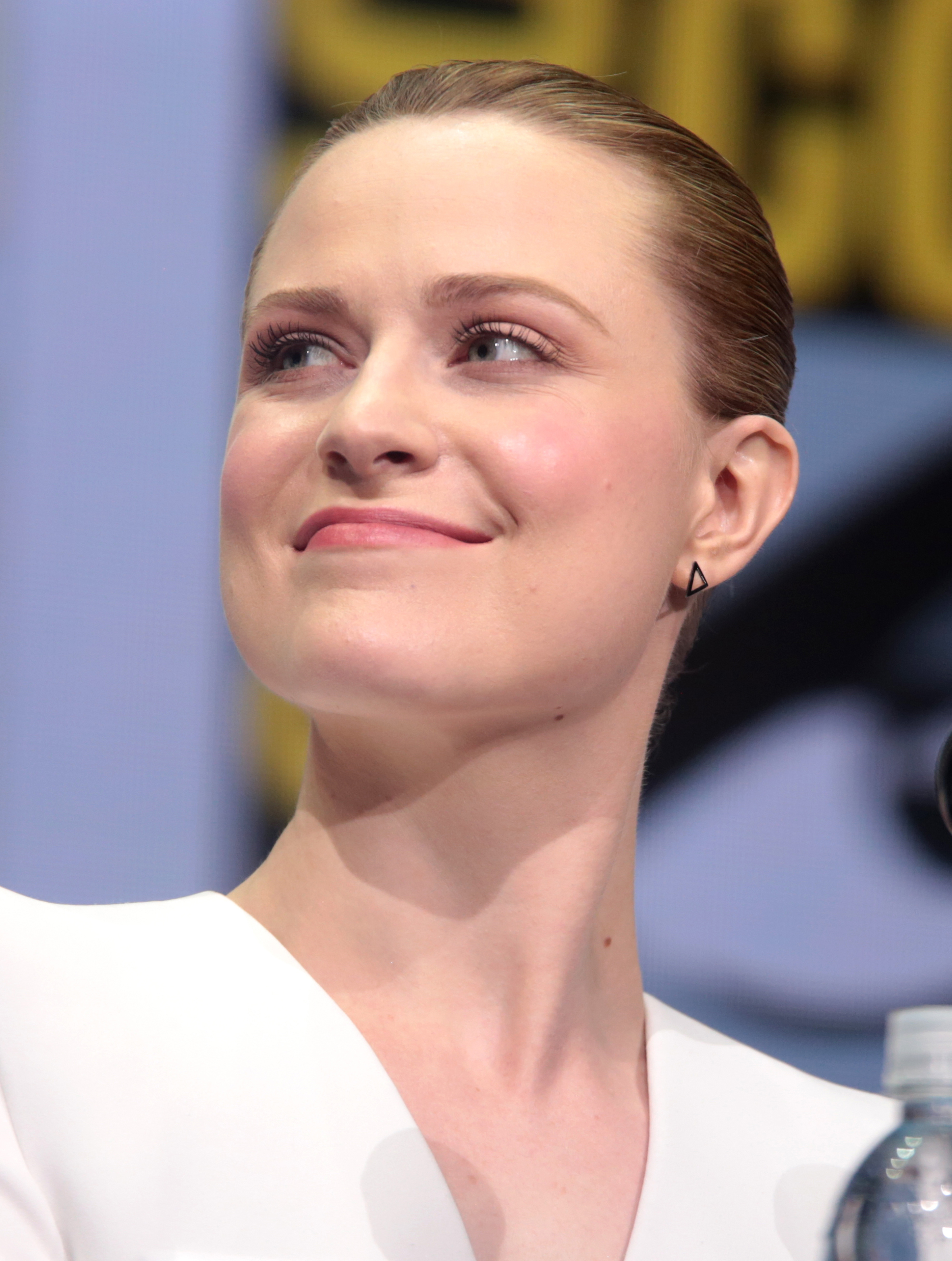
Evan Rachel Wood
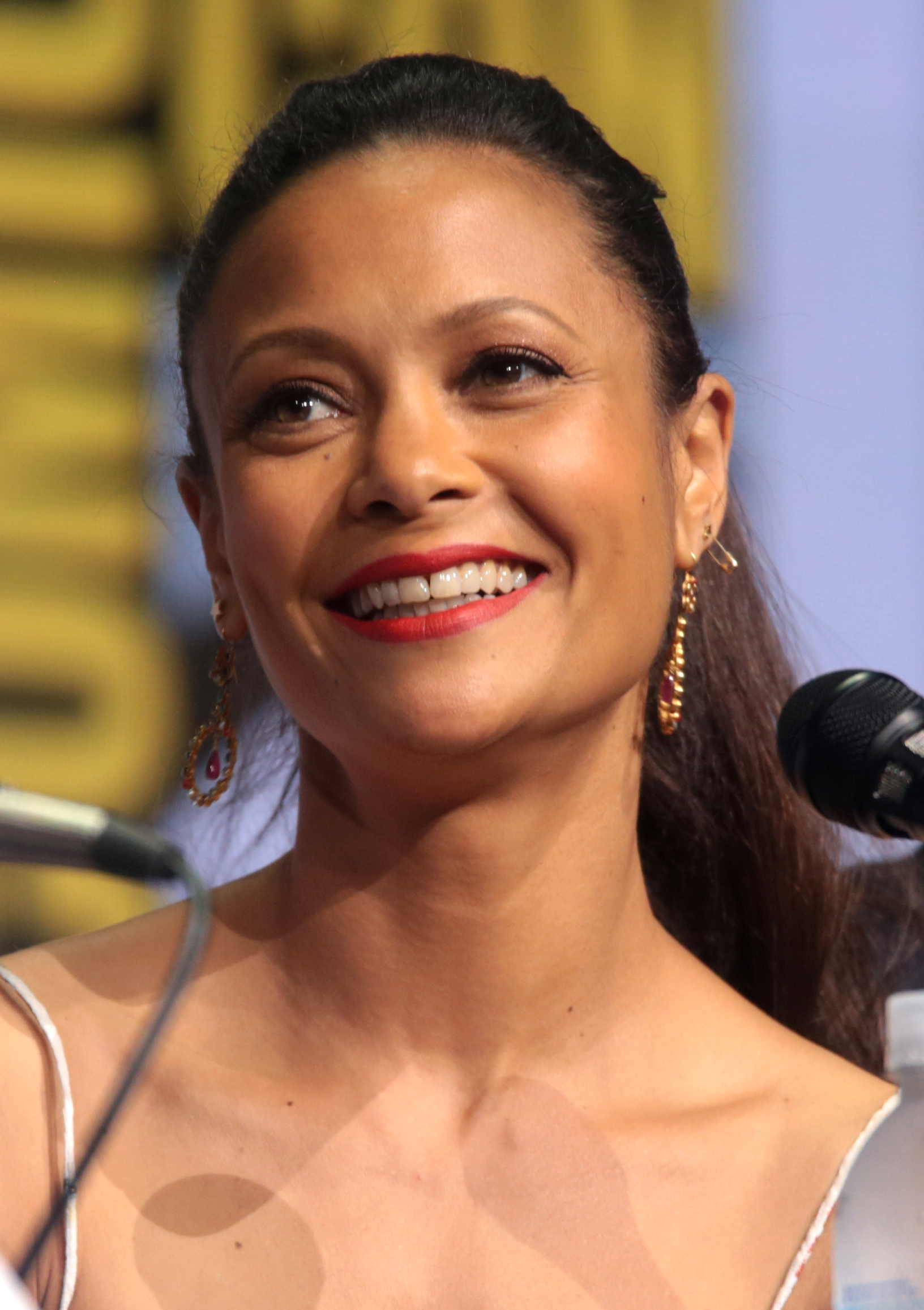
Thandiwe Newton
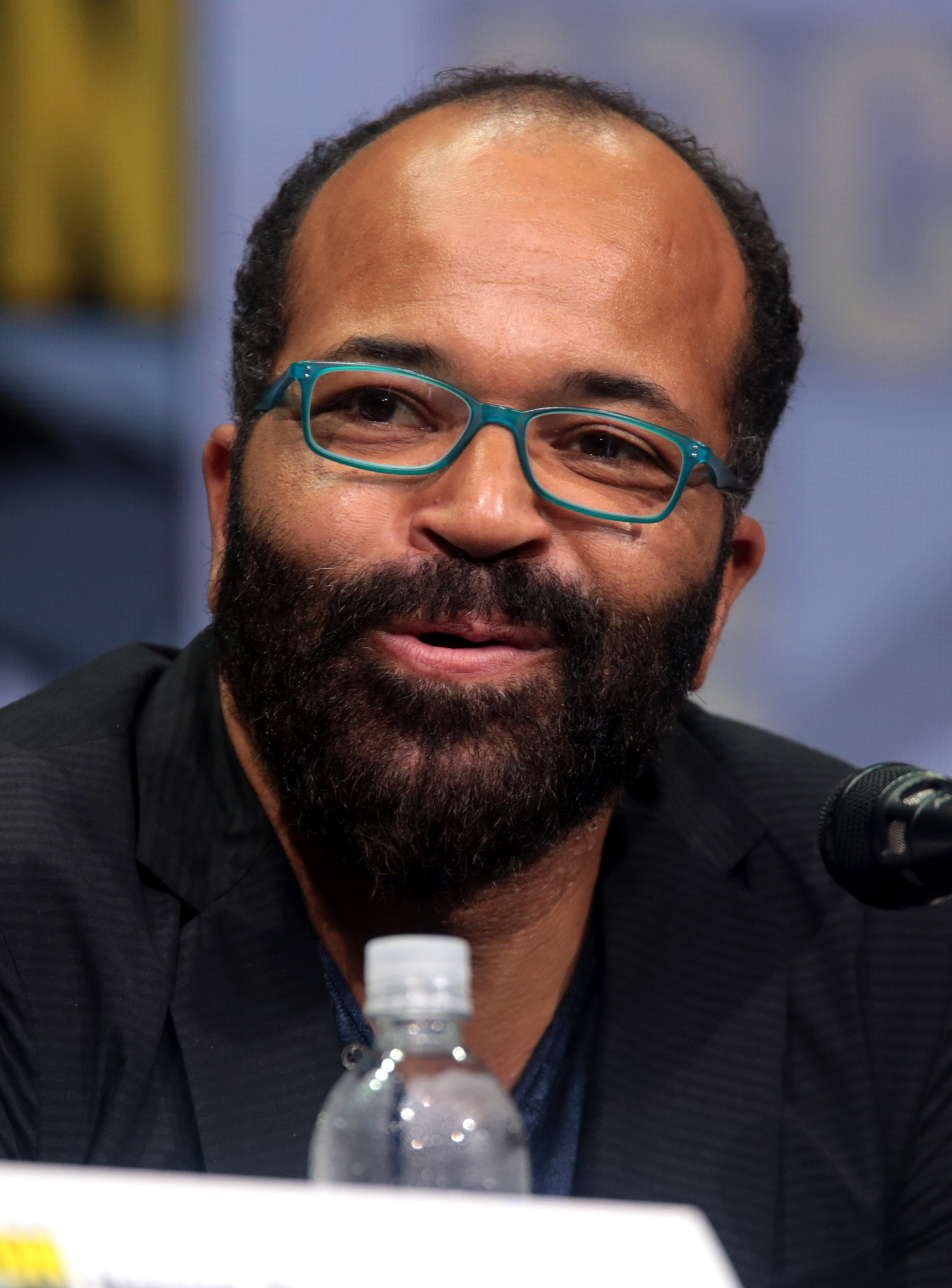
Jeffrey Wright
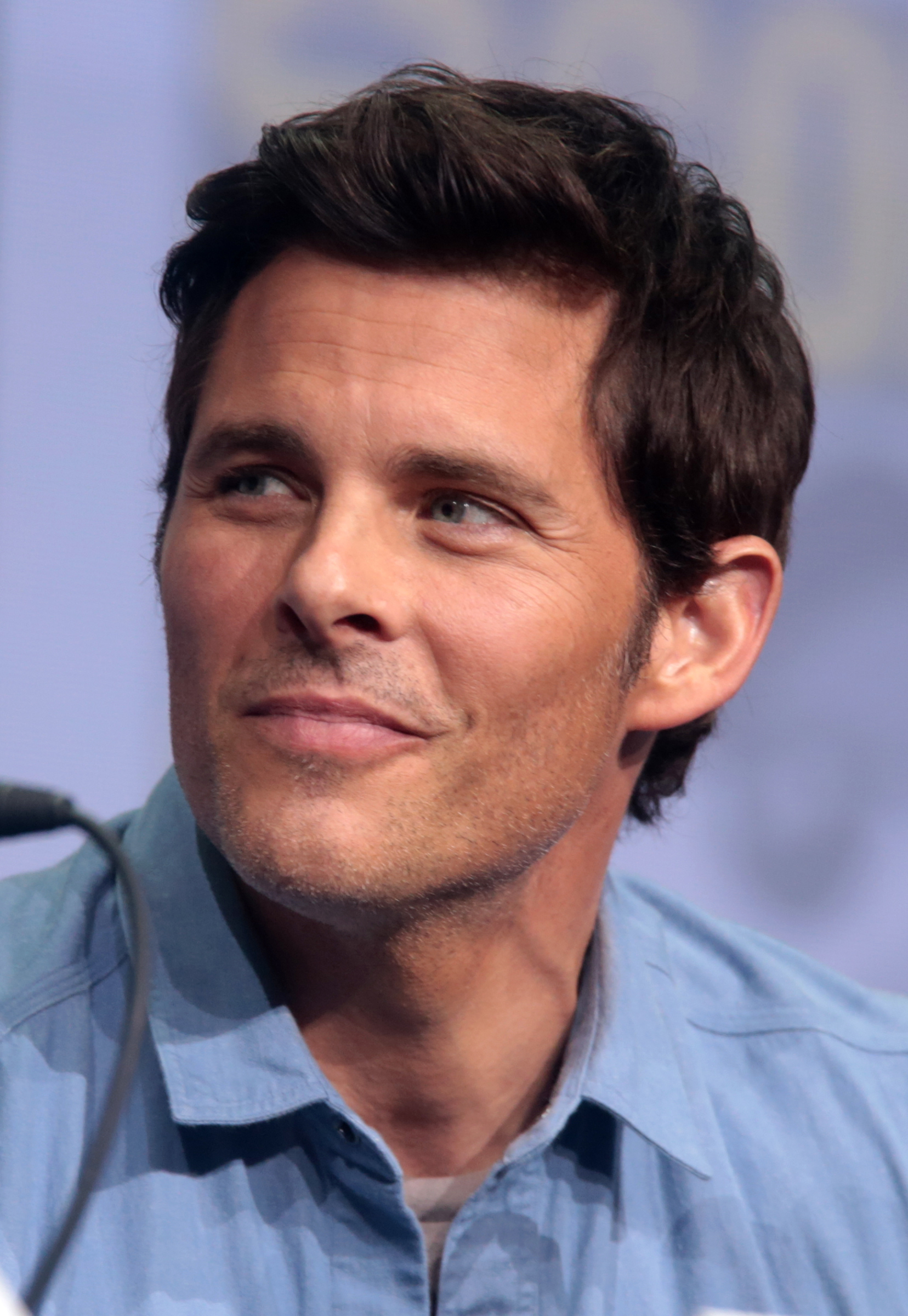
James Marsden
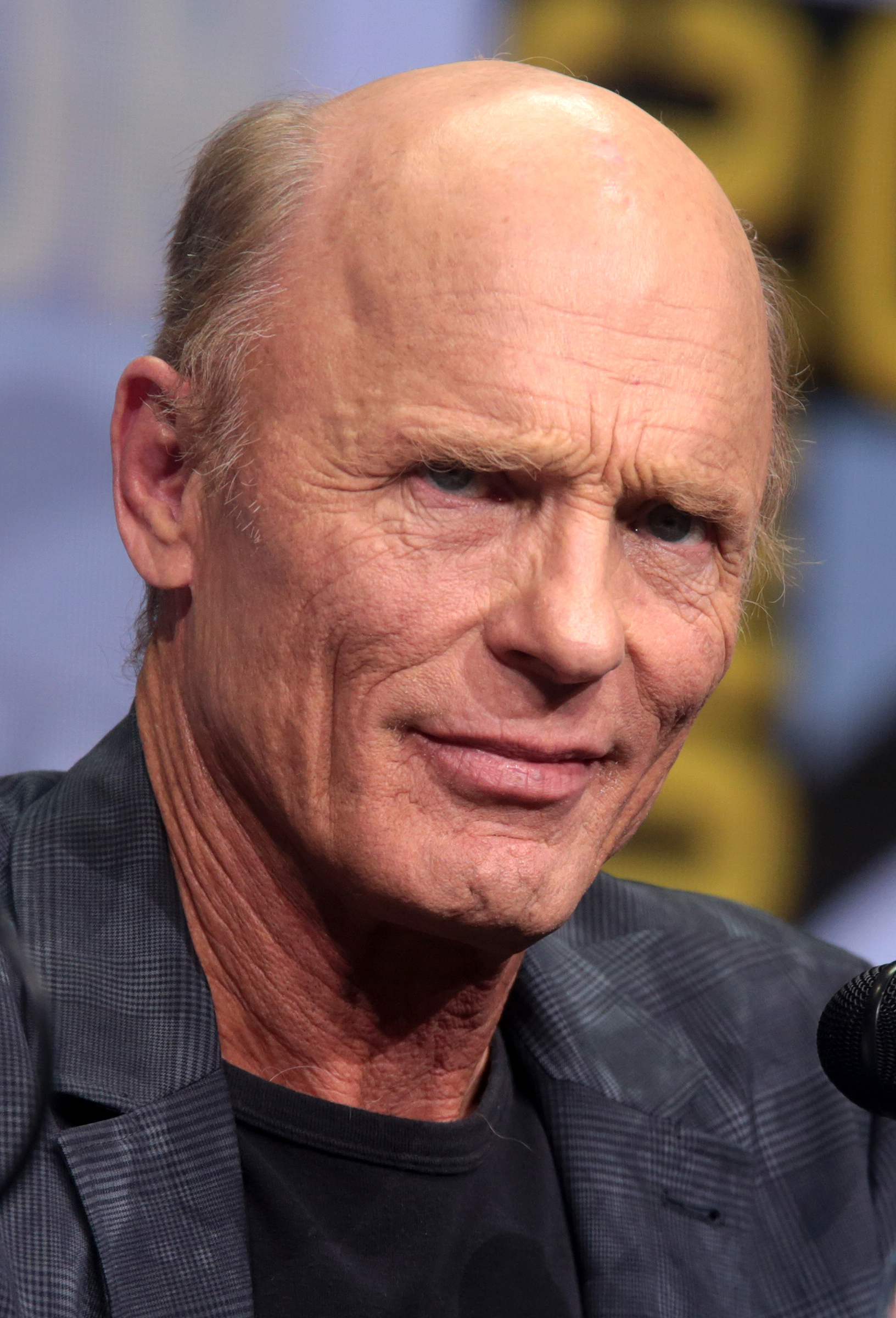
Ed Harris
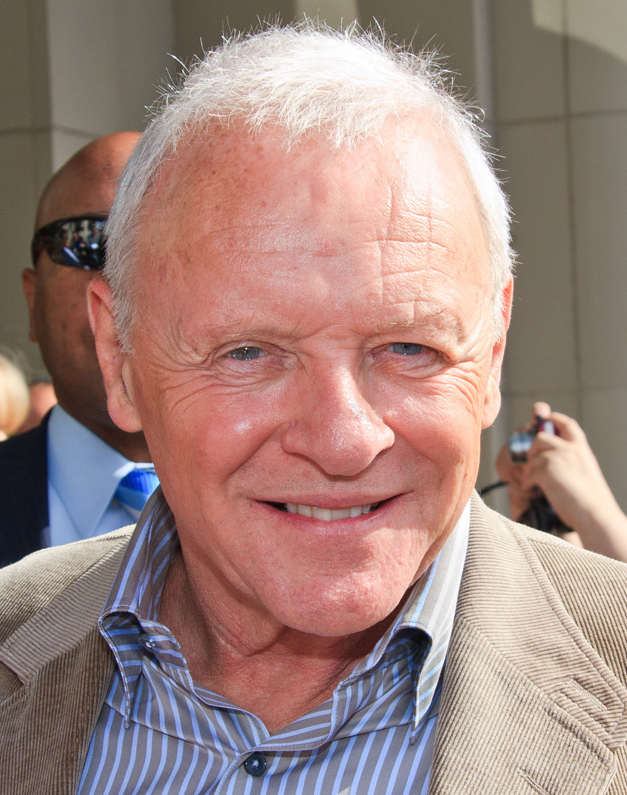
Anthony Hopkins
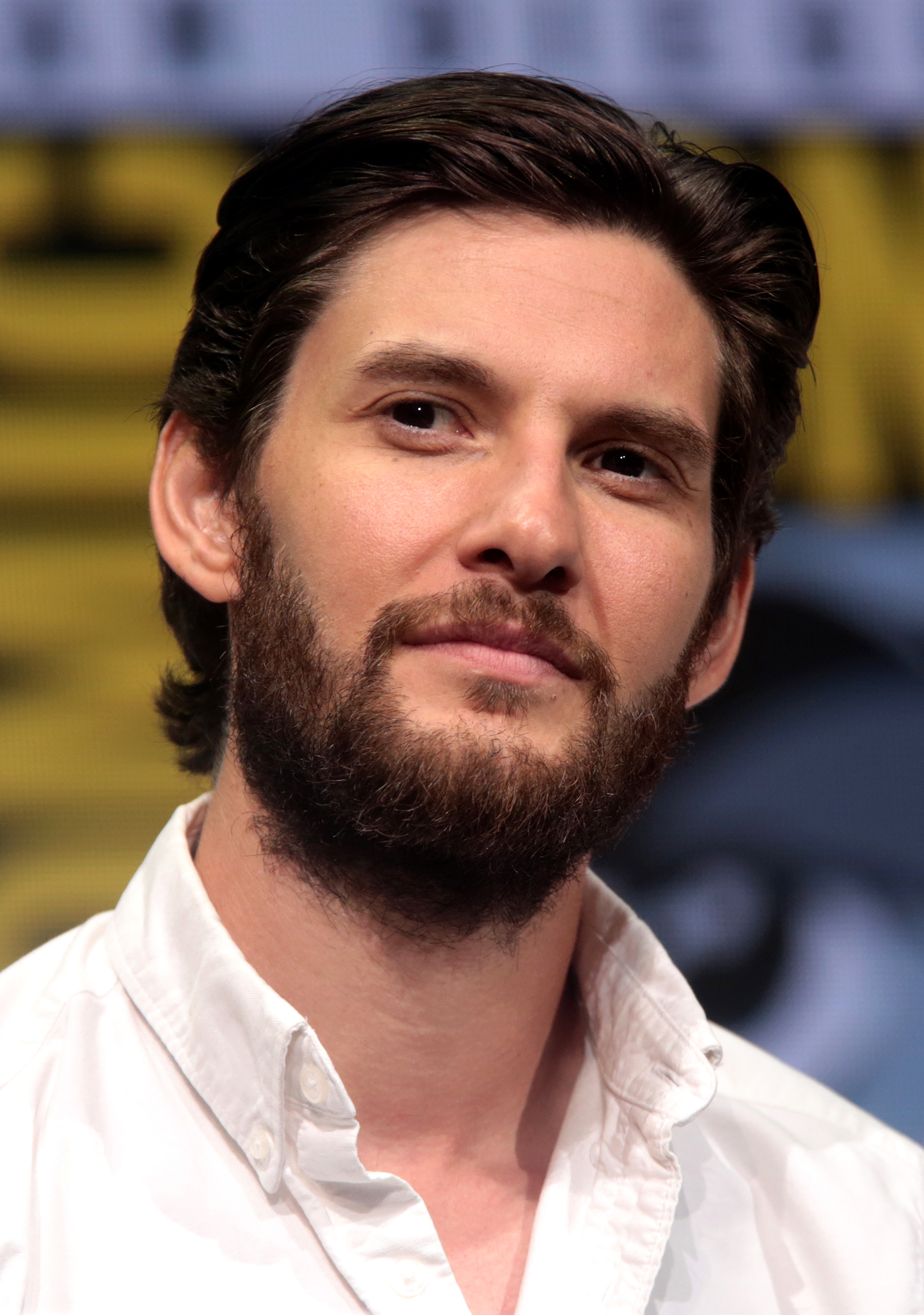
Ben Barnes
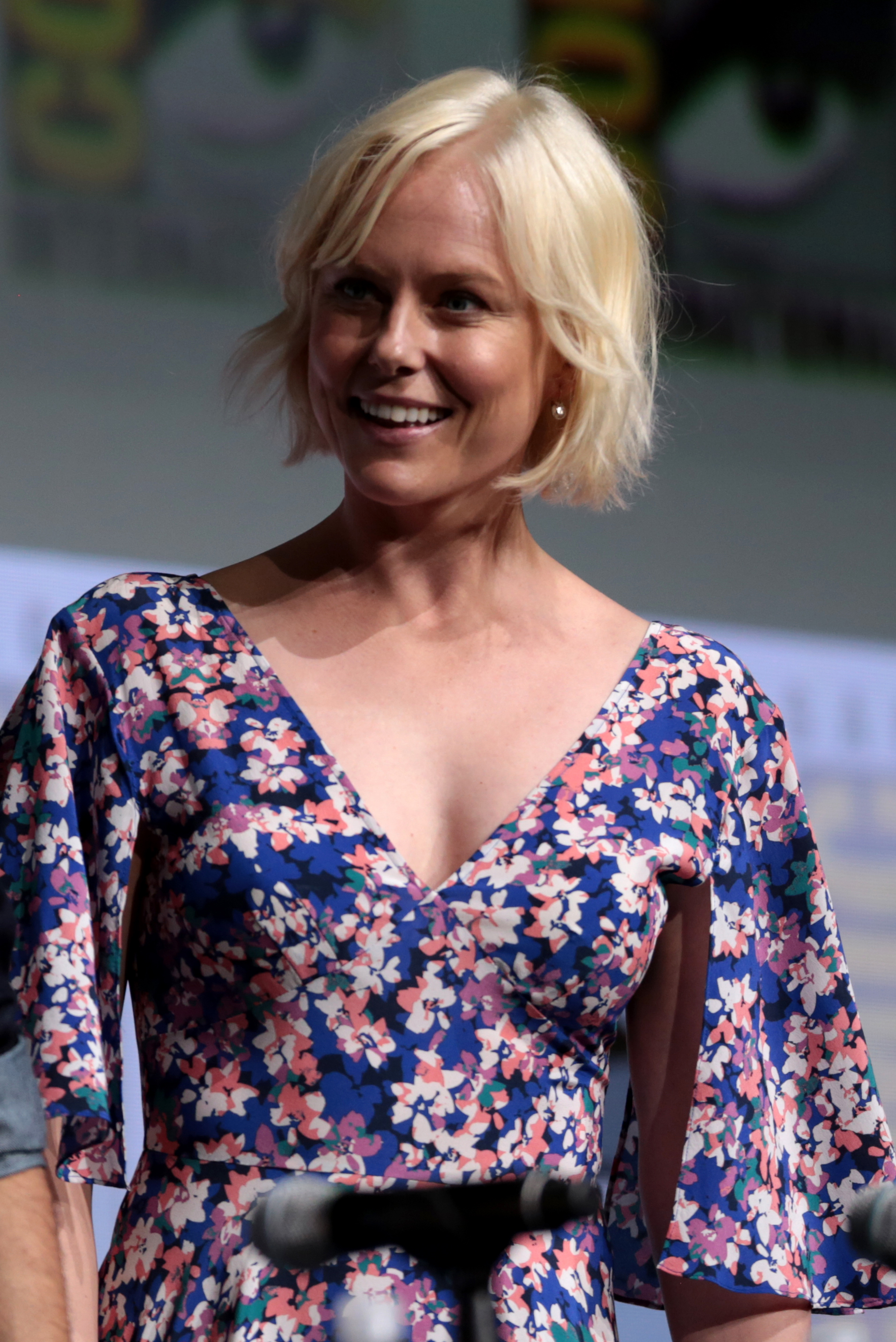
Ingrid Bolso Berdal
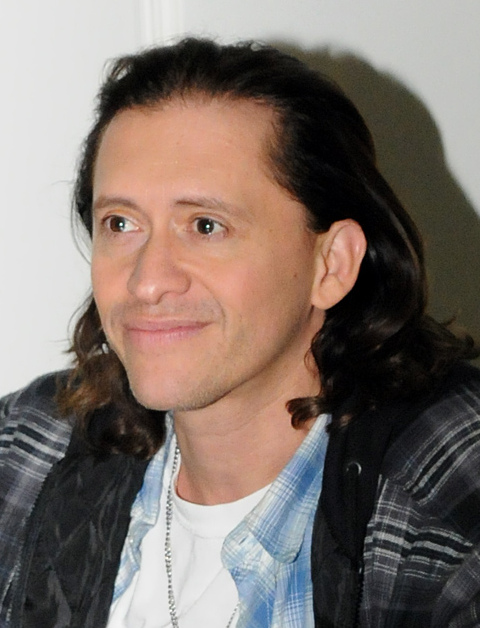
Clifton Collins Jr.
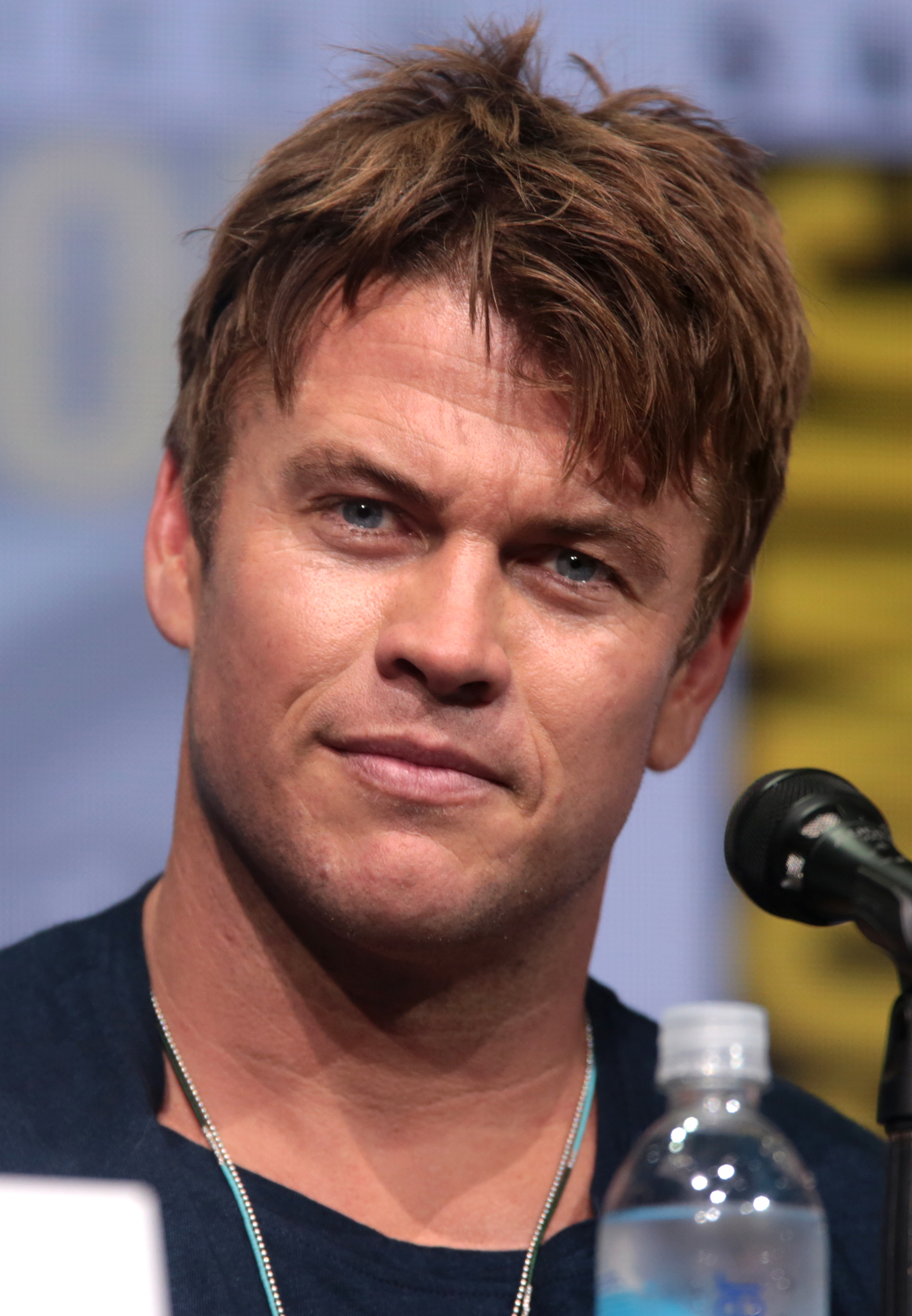
Luke Hemsworth
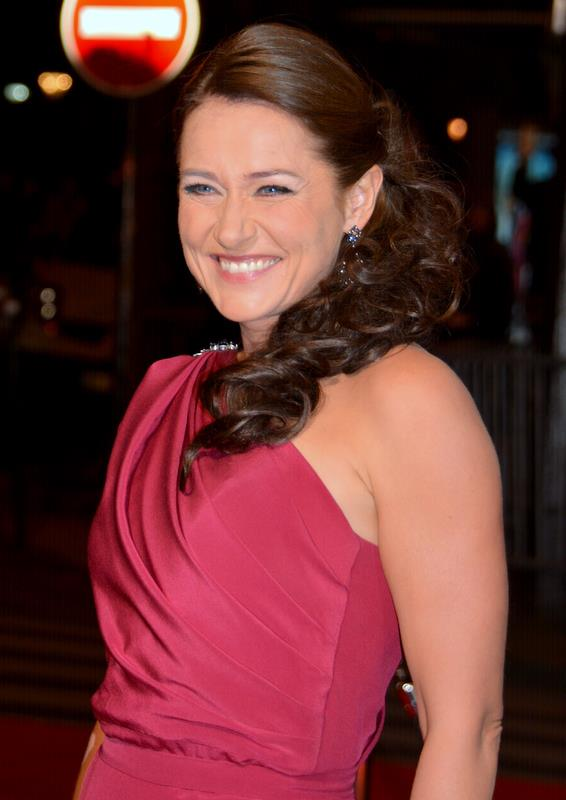
Sidse Babett Knudsen
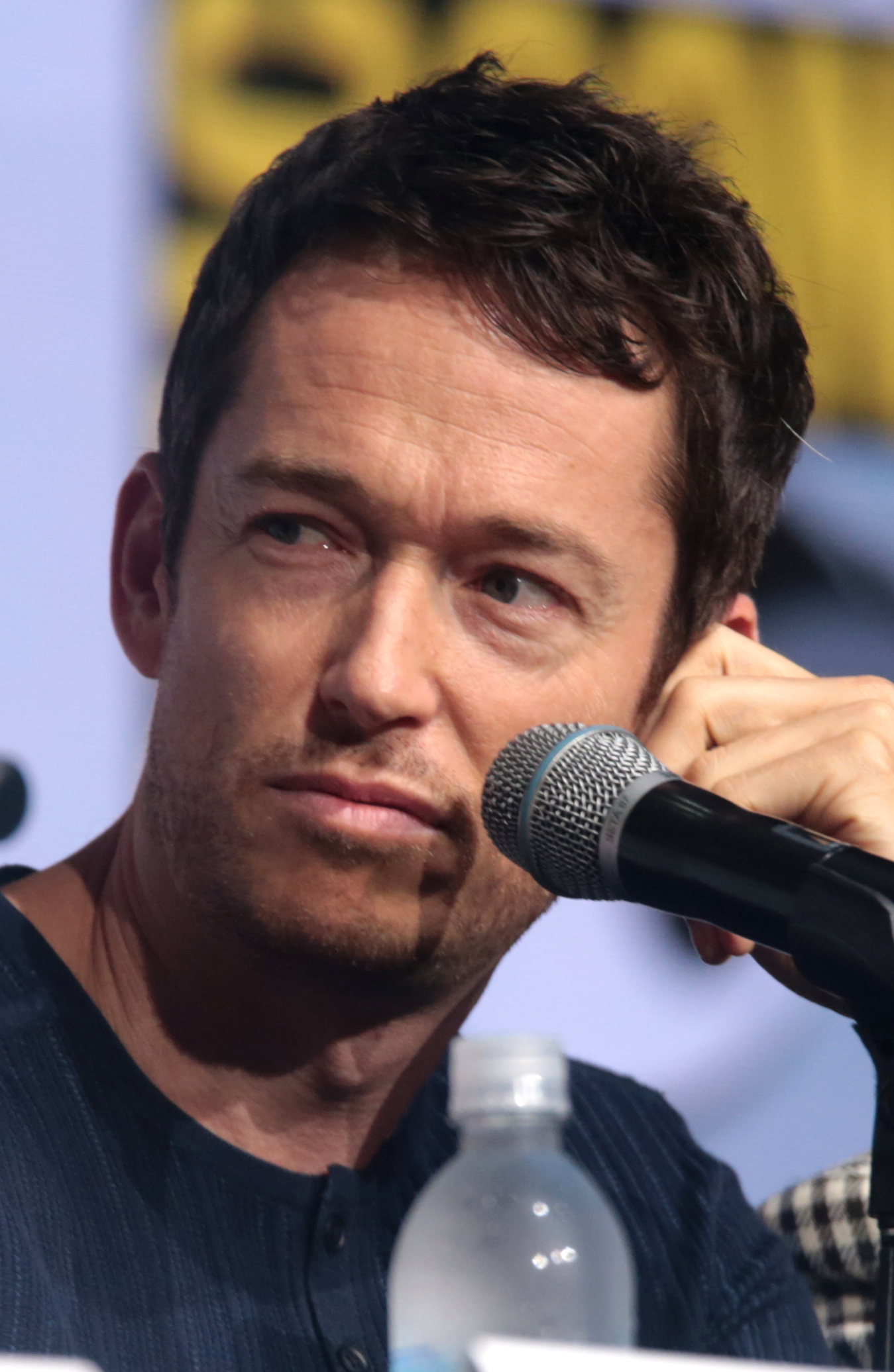
Simon Quarterman
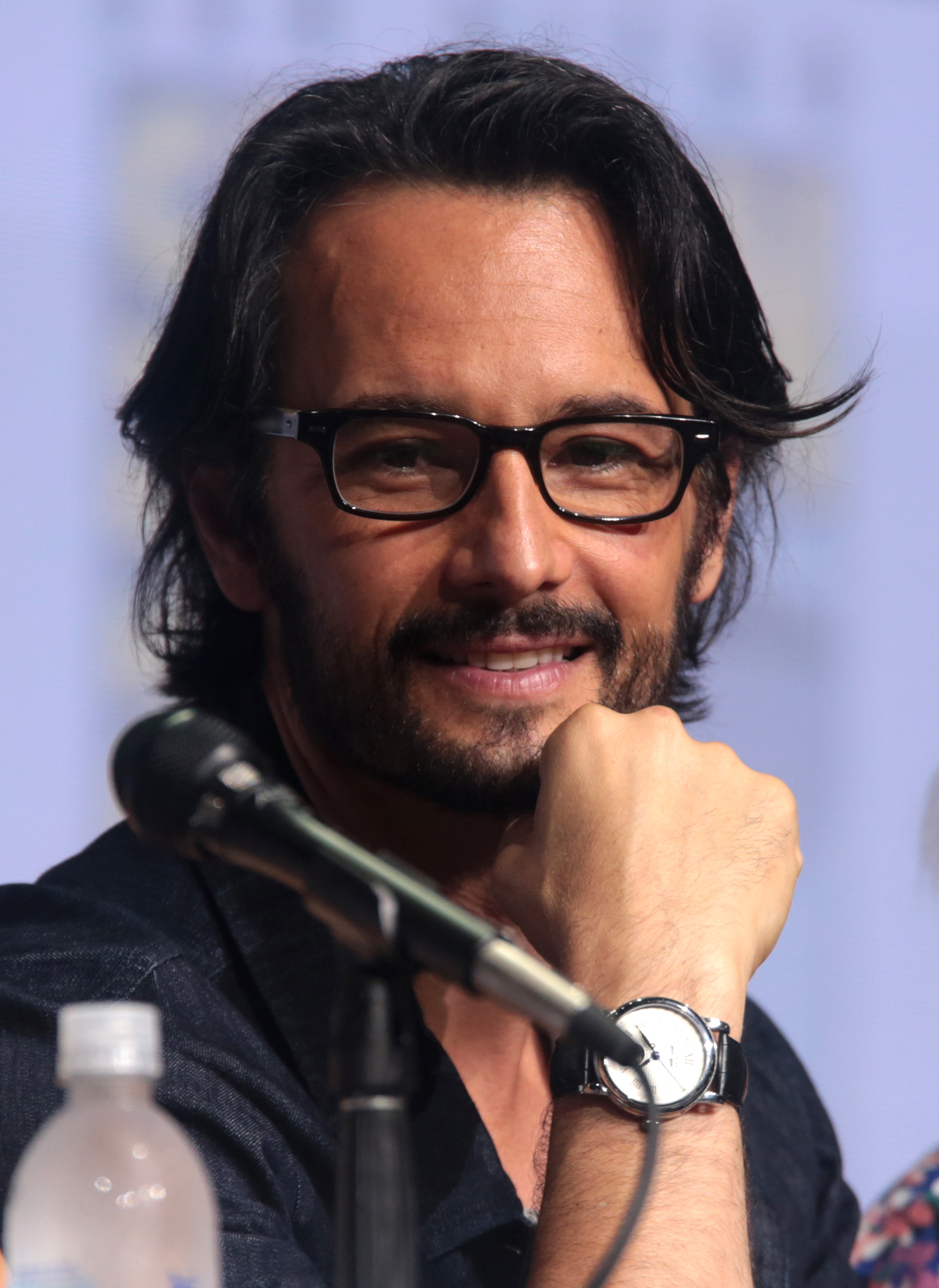
Rodrigo Santoro
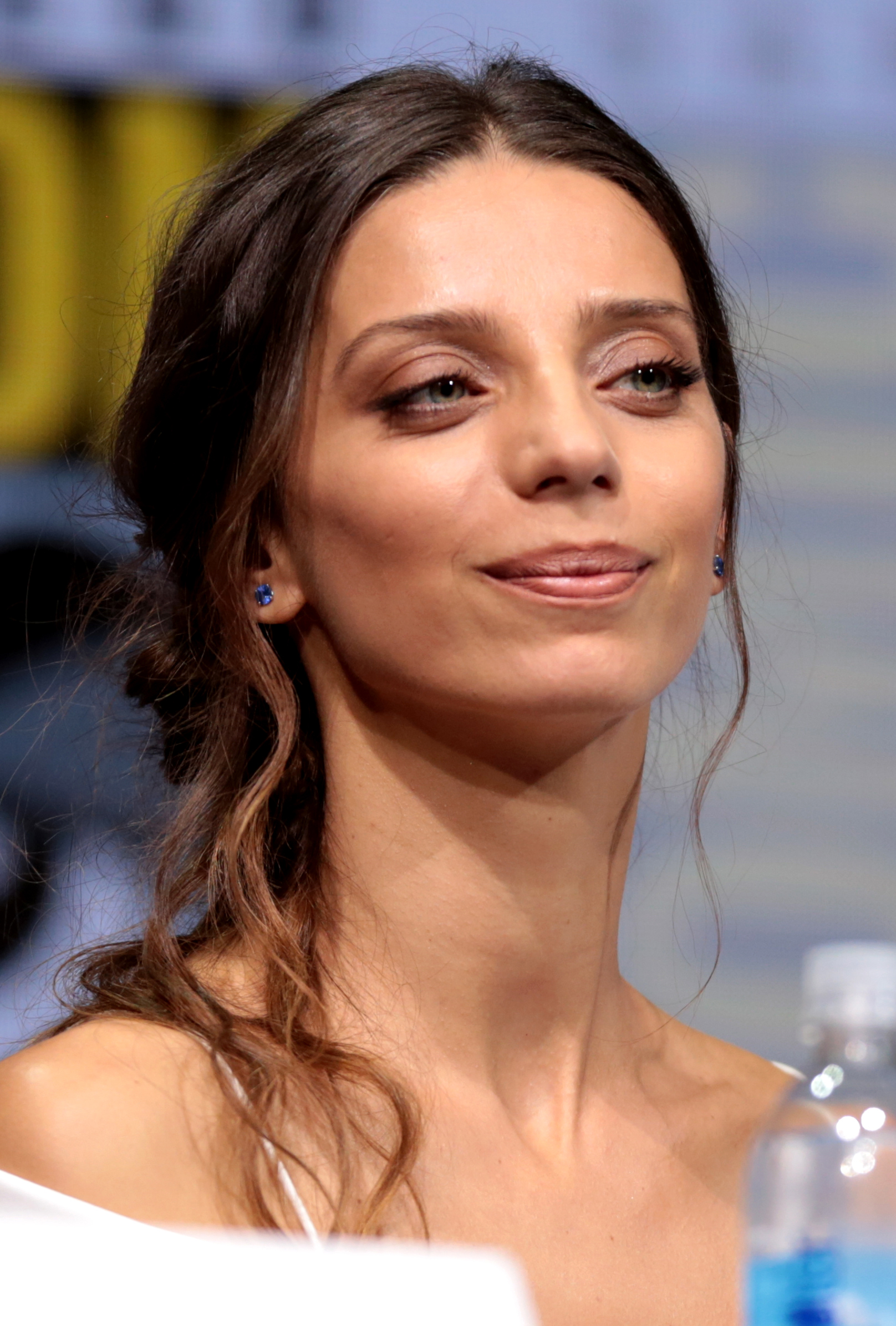
Angela Sarafyan
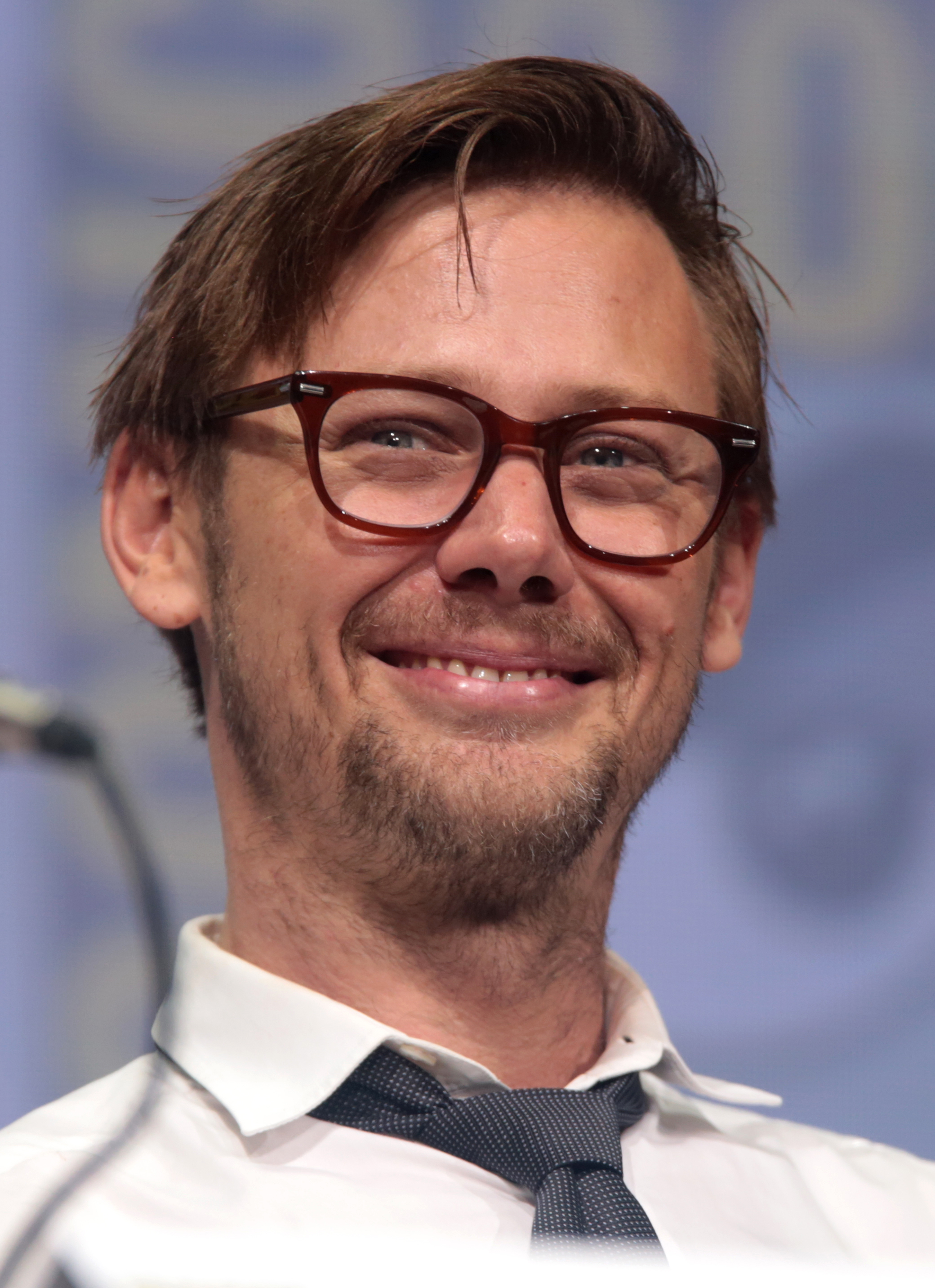
Jimmi Simpson
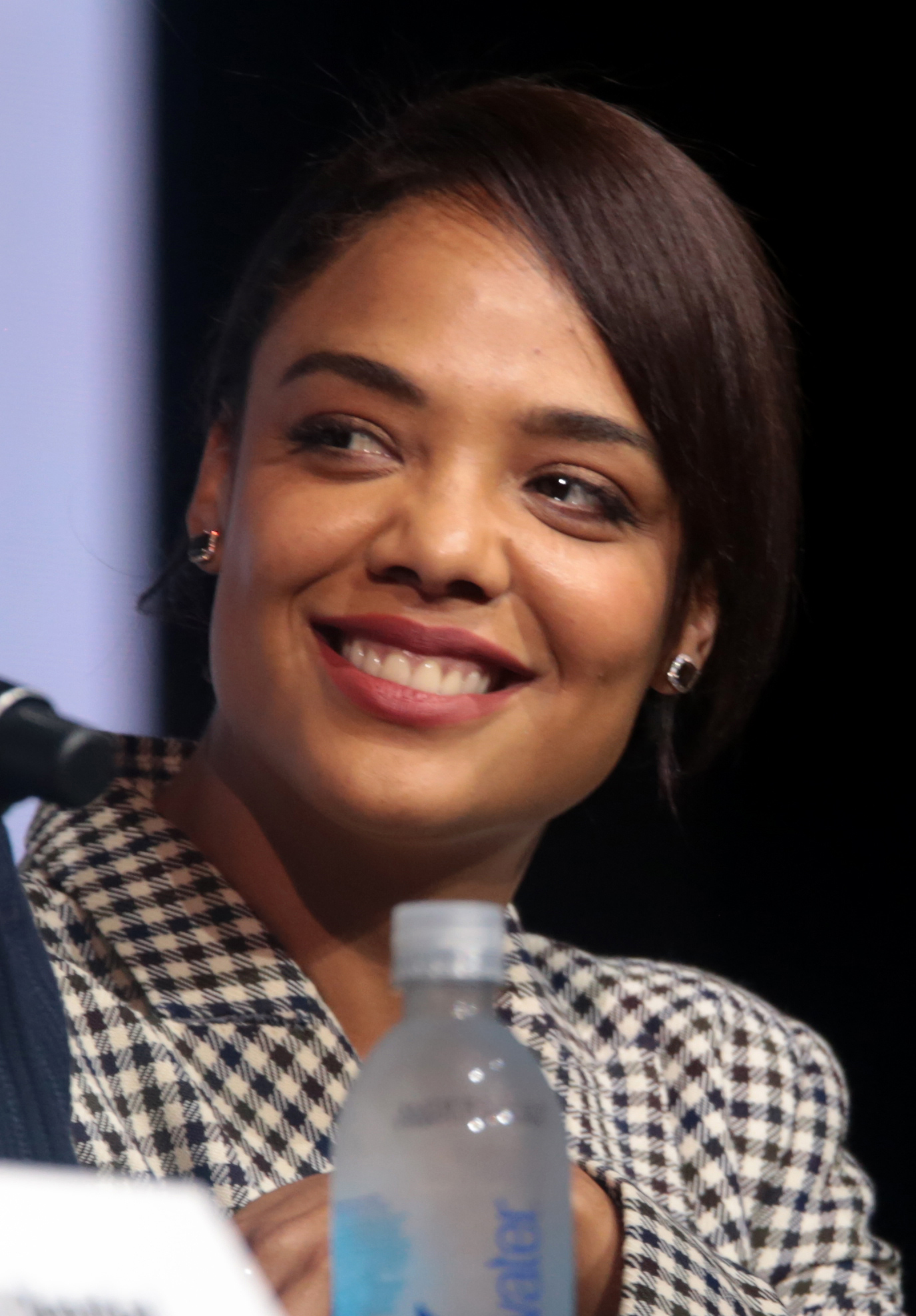
Tessa Thompson
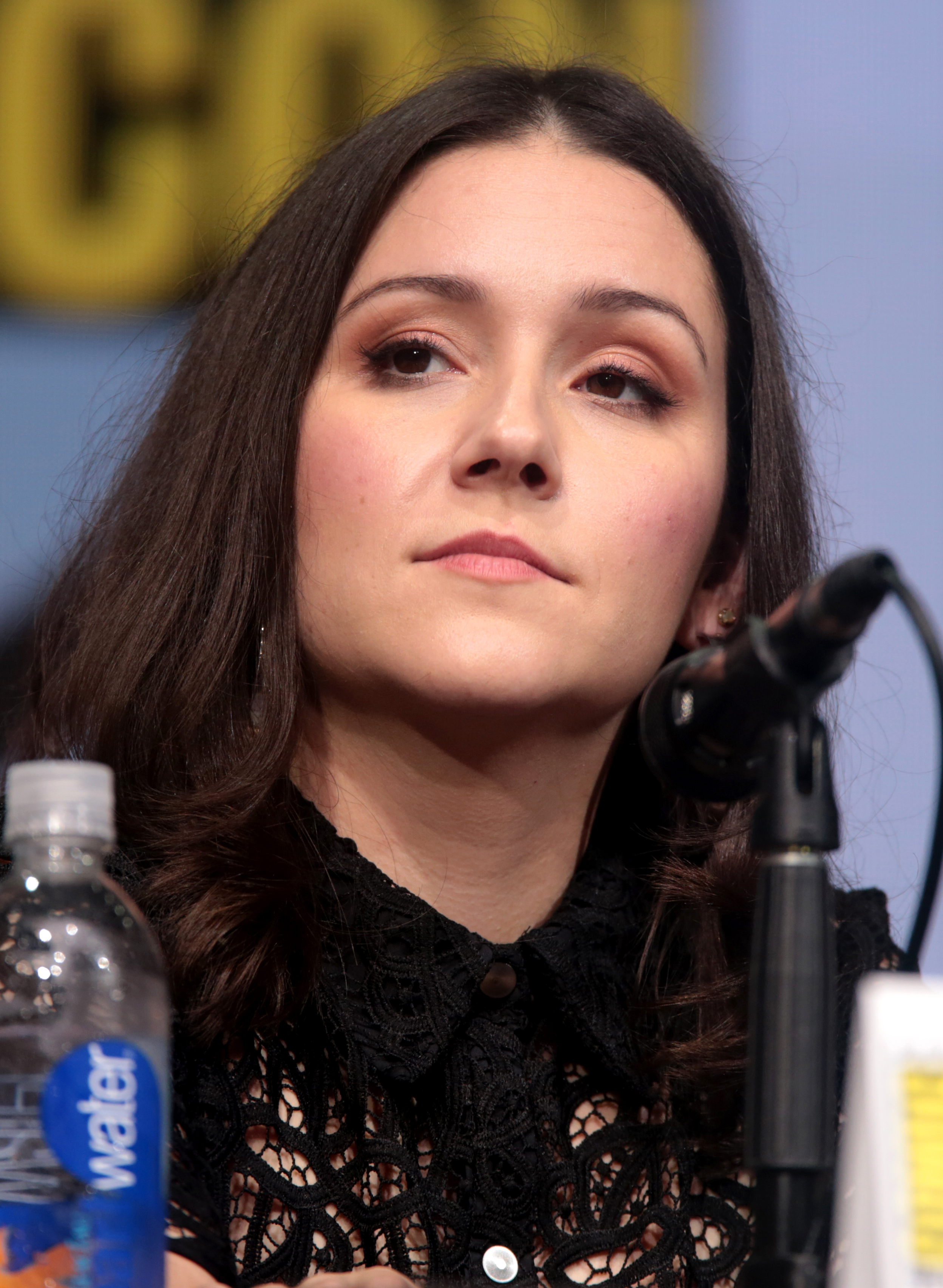
Shannon Woodward
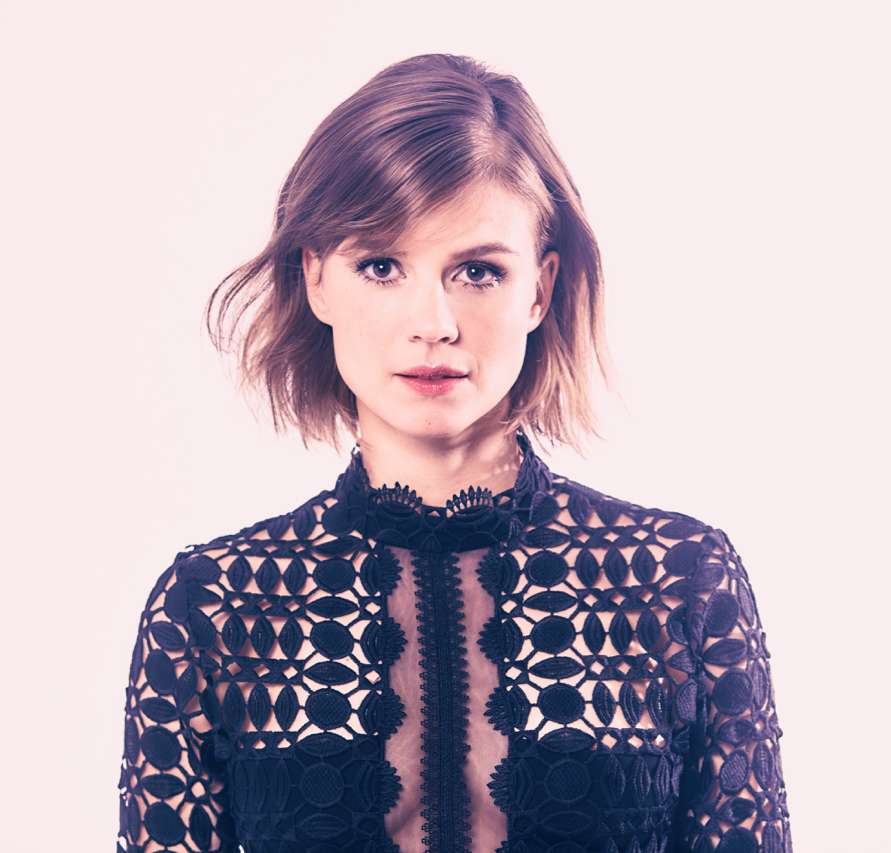
Katja Herbers
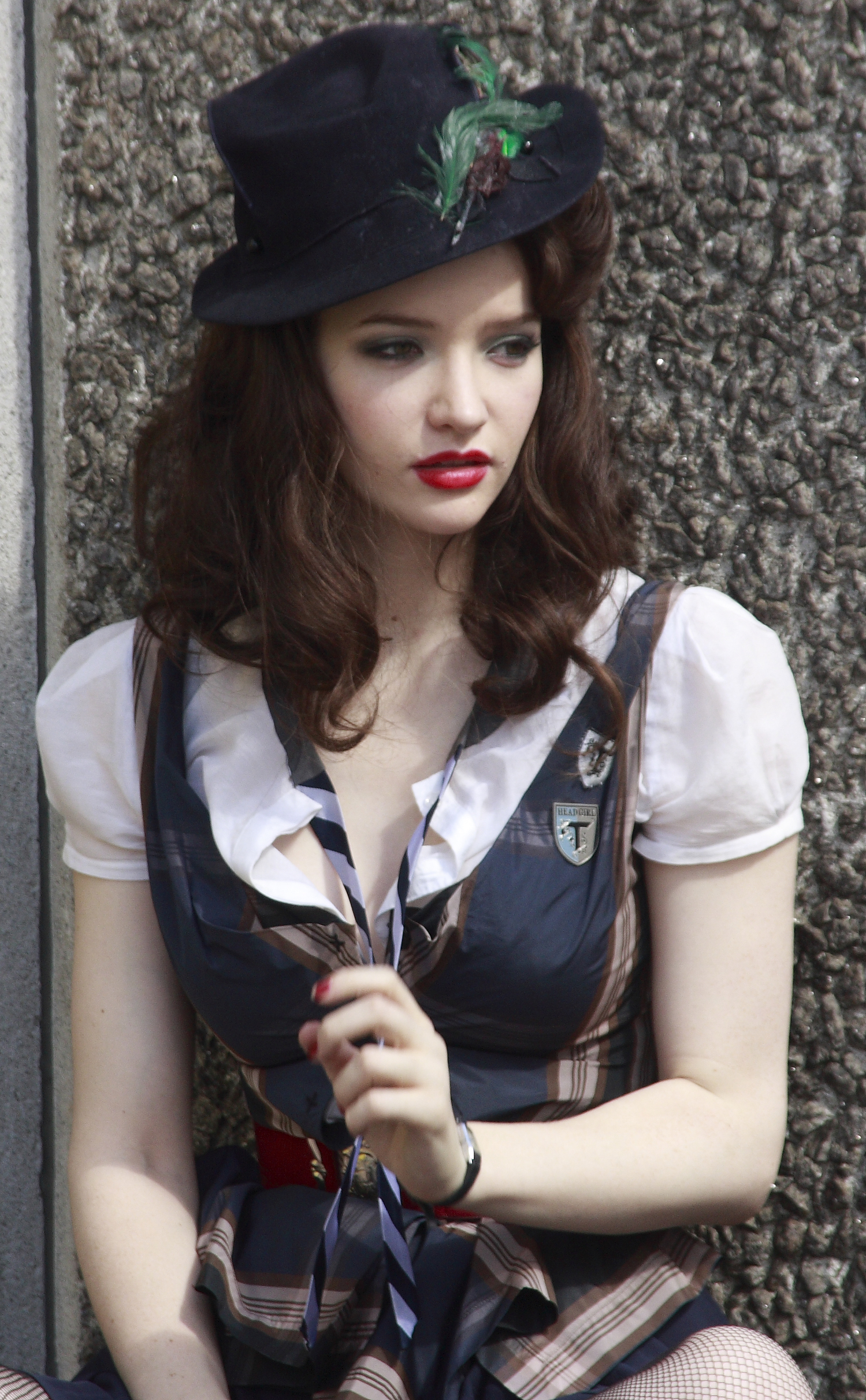
Talulah Riley
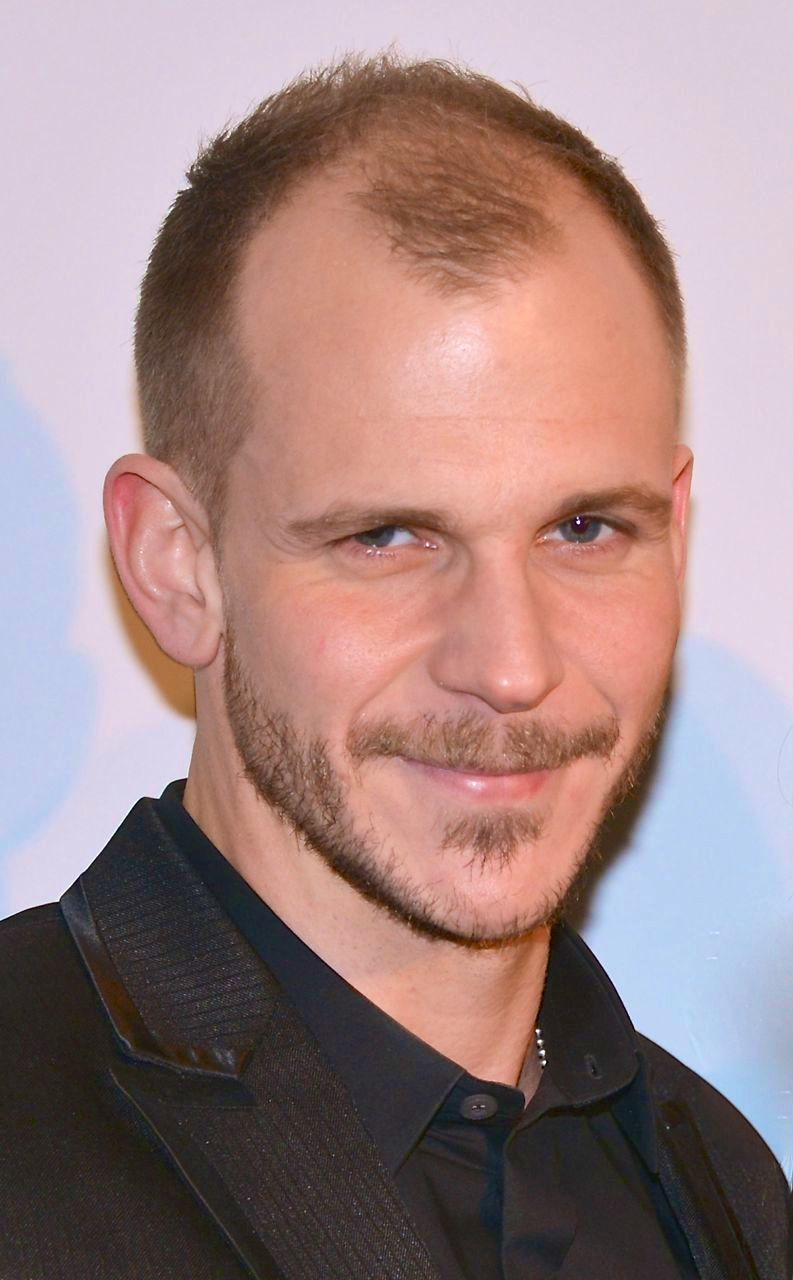
Gustaf Skarsgård